# Toxorhynchites kempi
Toxorhynchites kempi är en tvåvingeart som först beskrevs av Edwards 1921.  Toxorhynchites kempi ingår i släktet Toxorhynchites och familjen stickmyggor. Inga underarter finns listade i Catalogue of Life.